# Torymus ranomafanensis
Torymus ranomafanensis is een vliesvleugelig insect uit de familie Torymidae. De wetenschappelijke naam is voor het eerst geldig gepubliceerd in 1956 door Risbec.